# قاي رولف
قاي رولف (بالإنجليزية: Guy Rolfe)‏ هو ممثل بريطاني، ولد في 27 ديسمبر 1911 بلندن في المملكة المتحدة، وتوفي في 19 أكتوبر 2003 بلوس أنجلوس في الولايات المتحدة.

## أعمال

### أفلام
- (1952) إيفانهوي[3][4]
- (1965) جرائم الأبجدية
- (1971) نيكولاس وأليكساندرا
- (1999) الرجعية العرائس ماجستير

## وصلات خارجية
- قاي رولف على موقع IMDb (الإنجليزية)
- قاي رولف على موقع ألو سيني (الفرنسية)
- قاي رولف على موقع أول موفي (الإنجليزية)
- قاي رولف على موقع قاعدة بيانات الأفلام السويدية (السويدية)
- قاي رولف على موقع إن إن دي بي (الإنجليزية)
- قاي رولف على موقع قاعدة بيانات الفيلم (الإنجليزية)
- قاي رولف على موقع كينوبويسك (الروسية)